# Gymnobela mitrodeta
Gymnobela mitrodeta é uma espécie de gastrópode do gênero Gymnobela, pertencente a família Raphitomidae.